# CZ 36
Pistole ČZ vzor 36 je kapesní DAO samonabíjecí pistole komorovaná pro náboj 6,35 mm Browning. Přepracovaná a zjednodušená produkce od roku 1946 nese označení ČZ vzor 45. Vzhledem k podobnosti obou variant je možné se setkat s označením CZ 36/45. Pistole je určena ke skrytému nošení a obranné střelbě na krátkou vzdálenost, proto nemá mířidla. Pistole vz. 36 byla jednou z prvních sériově vyráběných pistolí svého druhu.
Modernizovaná výroba po roce 1992 nese označení CZ 92.

## Konstrukce
Pistole vz. 36/45/92 je pistole s dynamickým závěrem a pouze dvojčinnou spouští (DAO). Zbraň není vybavena manuální pojistkou (vyjma vz. 36P) ani záchytem závěru. Vzhledem k povaze určení zbraně k osobní obraně na krátkou vzdálenost není vybavena mířidly, pouze drážkou v horní části závěru. V zásobníkové šachtě se nachází zásobníková pojistka, která po vyjmutí zásobníku přerušila kontakt spoušťového táhla s kohoutkem. Existovaly také tovární pistole v chromovaném provedení. Pažbička pistolí vz. 36 byla vyrobena z červenohnědého Textoplastu s postranním rybinovým zdrsněním a emblémy České zbrojovky na obou horních plochách. Pistole vz. 45 a 92 staršího provedení mají pažbičku vyrobenou z černého plastu (vz. 45 s postranním rybinovým zdrsněním, vz. 92 s horizontálními drážkami), zatímco novější provedení vz. 92 mají pažbičku z černého plastu s vybráním pro prsty.
Rozborka se provede potažením závěru přibližně jeden centimetr dozadu. V této poloze lze otočit hlavní o jednu čtvrtinu otáčky ve směru hodinových ručiček. Po tomto otočení lze závěr i s hlavní stáhnout dopředu. U pistolí vz. 36 P slouží k vymezení správné polohy manuální pojistka.

## Vývoj
V první polovině roku 1933 projevil Vojenský technický ústav zájem o kapesní pistole v ráži 6,35 mm Browning, které by se mohly stát doplňkovými resp. osobními zbraněmi armádních důstojníků. Obrátil se proto na konstrukční oddělení zbrojovky, aby navrhlo pro tyto účely vhodnou kapesní pistoli vhodné kapesní pistole. pro tyto účely. Během jednání zástupců Zbrojovky s VTÚ konajícím se koncem března 1933 došlo k specifikaci představ a požadavků požadovanou pistoli.
Mezi těmito požadavky nebyl kladen důraz na moderní funkci spoušťového napínání, které zástupce VTÚ plukovník Zelinka považoval za komplikovanou pro kapesní pistoli dané ráže a z tohoto důvodu nedoporučoval na této dále variantě pracovat. Preferováno tak bylo spíše osvědčené řešení jednočinné spouště s vnitřním kladívkem nebo přímoběžným úderníkem. Z nedochovaných důvodů trvali zástupci VTÚ na požadavku aby byla pistole vybavena manuální pojistkou (s pracovním úhlem 180 stupňů). V důsledku těchto požadavků vznikly v konstrukční kanceláři zbrojovky vzorky pistolí, jež se vzájemně lišily svým uspořádáním, avšak shodným rysem bylo využití osvědčeného a velmi rozšířeného přímoběžného úderníku. Stejně jako se nedochovaly důvody proč VTÚ požadoval pistoli vybavenou manuální pojistkou, nedochovaly se důvody proč nakonec zvítězilo řešení pistole s dvoučinnou spouští a zásobníkovou pojistkou. Již následující roku vytvořil Myška prototyp pistole, který byl po provedení úprav uveden do sériové výroby v roce 1936. Na samém konci roku 1936 zakoupilo 223 kusů policejní ředitelství v Brně pro příslušníky kriminální policie.
Konstrukčním řešením zásobníkové pojistky a dvoučinné spouště (tzv. revolverové spouště) vycházel konstruktér České zbrojovky František Myška ze svého patentu k prototypu pistole ČZ vz. 24 vybavené spoušťovým napínáním, vyvinutého v roce 1927 pro účast ve zkouškách na novou zbraň polské armády a jezdectva, zbrojovkou interně označovaný jako tzv. samonapínač.
Poznatky získané při vývoji pistole vz. 36 využil František Myška při konstrukci armádní DAO pistole vz. 38.

## Varianty

CZ vz. 36P, verze s manuální pojistkou.

### CZ vz. 36 P
Jediným pojistným prvkem zbraně kromě dvoučinné spouště byla zásobníková pojistka, která blokovala pohyb táhla spouště při vyjmutém zásobníku. Během výroby vznikla méně rozšířená varianta opatřená manuální otočnou pojistkou. Pojistka v zajištěném stavu zabraňovala pohybu spouště a také sloužila k vymezení pozice závěru pro rozborku. Toto provedení vybavené pojistkou bylo později zbrojovkou označeno jako ČZ vz. 36 P.

### CZ vz. 45

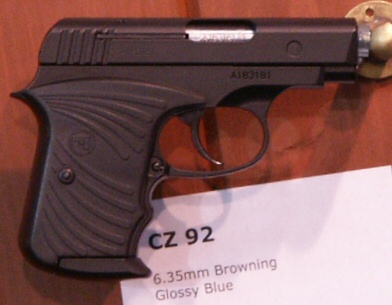
CZ 92 s bočním vypouštěním zásobníku.

Po skončení druhé světové války byla pistole modernizována Janem Kratochvílem (konstruktér pistolí vz. 50 a vz. 52), který jí přepracoval s důrazem na zjednodušení a zlevnění výroby. Hlavními změnami oproti vz. 36 jsou:
- upravený spoušťový mechanismus s nižším odporem spouště,
  - nově oboustranného spoušťového táhlo, unášející kohout do jeho vysmeknutí (jednostranné táhlo u vz. 36 uvolnilo kohout vlastním poklesem),
- pouze jeden závěsný ozub hlavně (vz. 36 měla dva s jinými rozměry, proto jsou hlavně obou variant nezaměnitelné),
- absence manuální pojistky (součást pouze některých pistolí vz. 36),
- odlišně řešená zásobníková pojistka,
- bočnice kryjící spoušťový mechanismus.

Podstata přepracování nebyla chráněna patentovou ochranou. Přepracovaná pistole bylo označena jako pistole ČZ vz. 45. Pistole vz. 45 byla vyráběna v České zbrojovce Strakonice od ledna 1946 až do roku 1952 v počtu 95496 kusů. Výroba byla přesunuta do Uherského Brodu, kde ovšem k pokračování výroby nedošlo. Pouze v roce 1961 a 1962 zde byla vyrobena malá série.

### CZ 92
V roce 1992 byla zbraň upravena a nově označena jako CZ 92. Česká zbrojovka tuto pistoli vyráběla ve dvou provedeních, lišících se umístěním zádržky zásobníku. Starší provedení mají stejně jako vz. 36 a vz. 45 zádržku zásobníku umístěnou na spodní straně rukojeti. Novější provedení mají zádržku zásobníku umístěnou na levé straně rukojeti u kořene lučíku. Obě provedení se liší tvarem rukojeti a mírně pak hmotností a rozměry.